# Jean Yue-guey
Jean Yue-guey (簡鈺桂T, Jiǎn YùguìP; 20 novembre 1961) è un'ex cestista taiwanese.

## Carriera
Con Taiwan ha disputato i Campionati mondiali del 1986.